# Windows Live Mail
Windows Live Mail foi um programa gerenciador de e-mails da linha Windows Live, da Microsoft.
Baseado no Outlook Express, este cliente de e-mail consegue ler RSS e ATOM, mas, para isso, é necessário o Internet Explorer 7 ou superior. Funciona de forma gratuita, tanto com o Hotmail como com outros provedores de e-mails que aceitem POP e IMAP, possui efetivo filtro anti-spam e pode, assim como o Windows Live Messenger, ter seu esquema de cores alterado para cada conta de e-mail utilizada.

## Recursos do Windows Live Mail
Obtenha várias contas de e-mail em um único programa – Hotmail, Gmail, Yahoo! e muito mais. Agora o Windows Live Mail integrou um calendário ao seu instalador. O programa combina a facilidade de uso do Outlook Express, com a velocidade e beleza dos produtos da linha Windows Live. Oferece ainda acesso offline, segurança com seu filtro anti-spam, lembretes de eventos, sincronização com o calendário da web e outros calendários compartilhados.

### Acesso offline
Para usuários que estejam offline, como exemplo se precisar conferir algum e-mail recebido alguns dias atrás não enfrentara nenhum problema. Porque as mensagens antigas e eventos do calendário podem ser acessadas no Windows Live Mail, mesmo quando estiver offline. Podendo até redigir uma resposta e sincroniza-lá para enviar as mensagens da próxima vez que reconectar.

### Segurança
o Windows Live Mail pode ajudar a maximizar sua segurança em múltiplas contas de e-mail. Os filtros Anti-spam ajudam a manter o lixo eletrônico longe e informa quando uma mensagem parece ser suspeita. Se necessário, o usuário pode excluir a mensagem e bloquear o remetente. Tudo isso em apenas um clique.

### Lembretes de eventos
O calendário do Windows Live Mail ajuda a manter sob controle tudo de importante que está por vir. Ele até envia lembretes - por e-mail, dispositivo móvel ou pelo próprio Messenger (Decisão opcional).

### Sincronização do calendário
Nesta seção o usuário pode editar novos eventos no seu calendário do Mail, mesmo se estiver offline. Assim que ficar online novamente e entrar no Windows Live, as novas informações aparecerão tanto no calendário do Mail quanto no do Windows Live.

### Calendários compartilhados
O seu tempo nem sempre é só seu. Sua família e amigos também podem precisar ter conhecimento da sua agenda. Podendo definir e compartilhar calendários no Windows Live na Web em [calendar.live.com], visualiza-los e edita-los no Windows Live Mail. O usuário decide quem verá o quê.